# 야보르 야나키에프
야보르 디미트로프 야나키에프(불가리아어: Явор Димитров Янакиев, 1985년 6월 3일~)는 불가리아의 레슬링 선수이다. 2008년 하계 올림픽 남자 그레코로만형 웰터급에서 동메달을 획득하였다. 또한 세계 선수권 대회에서 금메달 1개(2007)를 획득했다.

## 경력
1985년 스타라자고라에서 태어났다. 11살 때인 1996년에 레슬링을 처음 시작했고 2002년에 불가리아 유소년 국가대표, 2005년에 불가리아 청소년 국가대표로 발탁되었다.
2006년에 처음으로 불가리아 성인 국가대표가 되었고 같은 해 2월 미국 콜로라도스프링스에서 열린 데이브 슐츠 추모 대회를 통해 성인 국제 대회에 처음 출전했다. 같은 해 4월에는 러시아 모스크바에서 열린 2006년 유럽 선수권 대회에 참가하였고 16위에 올랐다. 6월에는 중국 광저우에서 열린 2006년 세계 선수권 대회에 참가하였으며 키르기스스탄의 다니야르 코보노프에게 패하면서 22위를 기록했다.
2007년 4월 자국 불가리아의 소피아에서 열린 2007년 유럽 선수권 대회에서는 연달아 3경기를 이기면서 진출했으나 준결승에서 스위스의 레토 부허에게 패했으며 동메달 결정전에서도 러시아의 미하일 이반첸코에게 5-4로  패하면서 5위에 올랐다.  아제르바이잔 바쿠에서 열린 2007년 세계 선수권 대회에서 덴마크의 마르크 마센을 꺾으며 금메달을 획득했다.